# Нуртинское сельское поселение
Се́льское поселе́ние «Нуртинское» (бур. Нууртын hомон) — упразднённое в 2022 году муниципальное образование в Закаменском районе Республики Бурятия Российской Федерации
Административный центр — улус Нурта.

## История
Статус и границы сельского поселения установлены Законом Республики Бурятия от 31 декабря 2004 года № 985-III «Об установлении границ, образовании и наделении статусом муниципальных образований в Республике Бурятия»
Законом Республики Бурятия от 26.12.2022 № 2460-VI «О преобразовании муниципальных образований путем объединения городского поселения „Город Закаменск“ и сельского поселения „Нуртинское“ в Закаменском районе Республики Бурятия и о наделении статусом вновь образованного муниципального образования» упразднён путём объединения  с городским поселением Закаменск.

## Население
| 2002 | 2011 | 2012 | 2013 | 2014 | 2015 | 2016  |
| ---- | ---- | ---- | ---- | ---- | ---- | ----- |
| 281  | ↗303 | ↘284 | ↘276 | ↘262 | ↘249 | ↘240  |
| 2017 | 2018 | 2019 | 2020 | 2021 | 2023 | 2024  |
| ↘228 | ↗230 | ↘224 | ↘210 | ↘198 | ↘191 | ↗1757 |

## Состав сельского поселения
| № | Населённый пункт | Тип населённого пункта       | Население |
| - | ---------------- | ---------------------------- | --------- |
| 1 | Нурта            | улус, административный центр | ↘175      |